# Massimo III di Gerusalemme
Massimo III (... – Gerusalemme, 350) è stato il vescovo di Gerusalemme tra il 333 e il 348 o 350.
Egli confessò la fede cristiana sotto l'imperatore Massimiano: gli fu cavato un occhio e bruciato un piede, poi fu condannato ai lavori forzati in miniera.
Liberato dopo la pacificazione di Costantino,  fu ordinato vescovo di Diospoli (Lydda) dal patriarca Macario, ma su pressione della comunità di Gerusalemme lo trattenne in città perché lo assistesse nelle sue funzioni come coadiutore.
Secondo fonti antiche, gli sarebbe succeduto subito, nel 331.
Nel 335 si trovò al concilio di Tiro, riunito contro Atanasio di Alessandria; ne uscì su suggerimento di Panuzio di Tmui, perché vide prevalere la fazione ariana. Nello stesso anno, però, sottoscrisse la condanna del vescovo di Alessandria nel Concilio di Gerusalemme. Nel 349 ritrattò nel nuovo sinodo gerosolomitano: ammise alla comunione il presente Atanasio e scrisse in suo favore una lettera sinodale.
In una versione, Marco sarebbe stato deposto nel 349 da Acacio di Cesarea e mandato in esilio, dove sarebbe morto.
È così commemorato nel martirologio romano al 5 maggio: